# Цуане ди Сопра (Верона)
Цуане ди Сопра је насеље у Италији у округу Верона, региону Венето.
Према процени из 2011. у насељу је живело 48 становника. Насеље се налази на надморској висини од 211 м.